# Roberto Boninsegna
Roberto Boninsegna (Màntua, 13 de novembre 1943) fou un futbolista italià dels anys 60 i 70 del segle xx.
Començà a destacar a diversos clubs modestos, entre ells el Càller entre 1966 i 1969. Aquest darrer any s'incorporà a l'Inter de Milà on destacà com a golejador. A la Serie A marcà en total 163 gols en 366 partits i fou màxim golejador els anys 1971 i 1972. El 1976 fou fitxat per la Juventus FC on romangué tres temporades i acabà la seva carrera al Verona la temporada 1979-80.
També fou internacional amb la selecció d'Itàlia. Participà en el Mundial de Mèxic 1974, on la selecció italiana fou finalista en perdre la final davant el Brasil per 4 a 1. Boninsegna fou l'autor del gol italià.

## Estadístiques
| Temporada      | Club            | Lliga | Lliga   | Lliga |
| Temporada      | Club            | Sèrie | Partits | Gols  |
| -------------- | --------------- | ----- | ------- | ----- |
| 1963-64        | Prato           | B     | 22      | 1     |
| 1964-65        | Potenza         | B     | 32      | 9     |
| 1965-66        | Varese          | A     | 28      | 5     |
| 1966-67        | Cagliari Calcio | A     | 34      | 9     |
| 1967-68        | Cagliari Calcio | A     | 19      | 5     |
| 1968-69        | Cagliari Calcio | A     | 30      | 9     |
| 1969-70        | Internazionale  | A     | 30      | 13    |
| 1970-71        | Internazionale  | A     | 28      | 24    |
| 1971-72        | Internazionale  | A     | 28      | 22    |
| 1972-73        | Internazionale  | A     | 27      | 12    |
| 1973-74        | Internazionale  | A     | 29      | 23    |
| 1974-75        | Internazionale  | A     | 29      | 9     |
| 1975-76        | Internazionale  | A     | 26      | 10    |
| 1976-77        | Juventus FC     | A     | 29      | 10    |
| 1977-78        | Juventus FC     | A     | 21      | 10    |
| 1978-79        | Juventus FC     | A     | 8       | 2     |
| 1979-80        | Verona          | B     | 14      | 3     |
| Totals Sèrie A | Totals Sèrie A  |       | 366     | 163   |

## Palmarès

### Internazionale
- Lliga italiana de futbol: 1970-71

### Juventus
- Lliga italiana de futbol: 1976-77, 1977-78
- Copa italiana de futbol: 1978-79
- Copa de la UEFA: 1976-77

### Individual
- Màxim golejador de la lliga italiana de futbol: 1970-71, 1971-72